# Superunknown
Superunknown é o quarto álbum de estúdio da banda de rock estado-unidense Soundgarden, lançado em 9 de março de 1994 pela A&M Records. O Soundgarden  começou a trabalhar no álbum após a turnê em suporte do disco anterior, Badmotorfinger, de 1991. Superunknown capturou o som pesado dos primeiros lançamentos da banda, enquanto demonstrando um âmbito de influências mais diverso.
O álbum foi um enorme sucesso comercial e de crítica, levando-os a equiparar o sucesso dos lançamentos de Nirvana e Pearl Jam. Estreou na primeira posição na Billboard 200 e alcançou posições altas nas paradas ao redor de todo o mundo. Cinco singles foram lançados a partir do álbum: "The Day I Tried to Live", "My Wave", "Fell on Black Days" e as canções ganhadoras do Grammy Award "Spoonman" e "Black Hole Sun", as duas últimas sendo as que ajudaram o Soundgarden a alcançar grande popularidade. Em 1995, o disco recebeu uma indicação para o Grammy Award de "Best Rock Album". O álbum foi certificado 6x disco de platina pela RIAA, e vendeu mais de 10 milhões de cópias em todo o mundo. Permanece como o lançamento mais bem sucedido do Soundgarden.

## Visão geral
As canções de Superunknown capturaram a criatividade dos trabalhos anteriores, enquanto mostram uma abordagem menos pesada da banda, evoluíndo para um novo estilo. A banda consegue juntar os riffs de Tony Iommi dos Black Sabbath à criatividade de Jimmy Page dos Led Zeppelin num só álbum, tornando-o único. As letras do álbum são obscuras e misteriosas, sendo que as letras de muitas músicas estão relacionados com abusos, suicídios e depressão. O crítico musical J.D. Considine da revista Rolling Stone afirmou que a versatilidade patente no álbum Superunknown é largamente superior ao que a maioria das bandas demonstram na sua carreira inteira.
A banda utilizou afinações alternativas e compassos complexos em diversas músicas do álbum. "Spoonman", "Black Hole Sun", "Let me Drown e "Kickstand" foram compostas em afinação Drop D, enquanto em "Mailman" e "Limo Wreck" foi empregada a afinação CGDGBe. Algumas composições ainda utilizam afinações menos ortodoxas: "My Wave" e "The day i tried to live" foram ambas compostas na afinação EEBBBb. "Head Down" e "Half" ambas utilizaram a afinação CGCGGe. Em "4th of July" foi utilizada a afinação CFCGBe. "Fresh Tendrils" foi composta em DGDGBe e "Like Suicide" foi composta em DGDGBC. Os compassos nas musicas da banda são tão variados quanto as afinações; "Fell On Black Days" está em 6/4, "Limo Wreck" foi composta em 15/8, "My Wave" alterna entre 5/4 e 4/4, e "The Day I Tried to Live" alterna entre 7/8 e algumas passagens em 4/4. Kim Thayil afirmou que a escolha dos compassos utilizados é acidental e não premeditada.
Soundgarden acabou por arrecadar dois Grammies em 1995. "Black Hole Sun" recebeu o prémio de melhor actuação Hard Rock e "Spoonman" recebeu o prémio de melhor actuação Metal. "Black Hole Sun" foi também nomeado para melhor canção de Rock. Em 1995, Superunknown foi nomeado para o Grammy de melhor álbum Rock. Mais tarde, em 2003, a revista Rolling Stone colocou Superunknown na posição nº336 na lista dos 500 melhores álbuns de sempre.

## Trabalho de arte
A arte de capa do álbum (conhecida como 'Screaming Elf') é uma fotografia distorcida dos membros da banda, tirada por Kevin Westenberg, sobre uma imagem de uma floresta queimando de cabeça para baixo em preto-e-branco. Quanto ao trabalho de arte, Cornell disse que "Superunknown se relaciona com nascimento de certa forma...Nascendo ou até mesmo morrendo, sendo expelido para dentro de algo que você não conhece nada a respeito. A coisa mais difícil era encontrar a imagem visual certa para pôr em um título como esse. A primeira coisa que pensamos foi em uma floresta em cinza ou preto. Soundgarden sempre esteve associado com imagens de flores e cores exuberantes, e isto era o oposto. Ainda parecia orgânico, mas era bem escuro e frio...Eu gostava daquelas histórias quando criança, onde florestas eram cheias de coisas malignas e assustadoras, ao invés de serem jardins felizes que você podia acampar". Em 1994, durante uma entrevista para a revista Pulse!, Cornell afirmou que a inspiração para o título do disco surgiu de uma leitura incorreta de um vídeo intitulado Superclown. Ele adicionou que "Eu achei que era um título legal. Eu nunca o havia escutado antes, nem visto antes, e ele me inspirou". O álbum teve uma edição limitada em vinil de 12" colorido (azul, laranja e claro) e em LP duplo com a capa em gatefold.

## Turnês de suporte
A banda iniciou sua turnê em janeiro de 1994 na Oceania e no Japão, áreas onde o disco havia sido lançado mais cedo e onde o grupo nunca havia tocado antes. Esta rodada de concertos terminou em fevereiro do mesmo ano, então em março a banda seguiu para a Europa, e após isso, iniciou uma turnê por teatros dos Estados Unidos em 27 de maio. As bandas de abertura eram Tad e Eleven. No final de 1994, após a turnê em suporte de Superunknown, médicos descobriram que Cornell havia forçado severamente suas cordas vocais. Soundgarden cancelou diversos concertos para evitar causar danos permanentes. Cornell disse "Eu acho que nós meio que exageramos! Nós estávamos tocando cinco ou seis noites por semana e minha voz basicamente se desgastou. Ao final da turnê norte-americana eu senti como se eu ainda pudesse cantar, mas eu não estava realmente dando um tratamento justo a banda. Você não compra um ingresso para ver um cara resmungar por duas horas! Isso me parecia uma sacanagem". A banda compensaria as datas mais tarde em 1995.
| #   |  | Faixa                     | Letra         | Música                    | Duração |
| --- |  | ------------------------- | ------------- | ------------------------- | ------- |
| 1.  |  | "Let Me Drown"            | Chris Cornell | Chris Cornell             | 3:51    |
| 2.  |  | "My Wave"                 | Chris Cornell | Kim Thayil                | 5:12    |
| 3.  |  | "Fell On Black Days"      | Chris Cornell | Chris Cornell             | 4:42    |
| 4.  |  | "Mailman"                 | Chris Cornell | Matt Cameron              | 4:25    |
| 5.  |  | "Superunknown"            | Chris Cornell | Kim Thayil                | 5:06    |
| 6.  |  | "Head Down"               | Ben Shepherd  | Ben Shepherd              | 6:08    |
| 7.  |  | "Black Hole Sun"          | Chris Cornell | Chris Cornell             | 5:18    |
| 8.  |  | "Spoonman"                | Chris Cornell | Chris Cornell             | 4:06    |
| 9.  |  | "Limo Wreck"              | Chris Cornell | Kim Thayil / Matt Cameron | 5:47    |
| 10. |  | "The Day I Tried To Live" | Chris Cornell | Chris Cornell             | 5:19    |
| 11. |  | "Kickstand"               | Chris Cornell | Kim Thayil                | 1:34    |
| 12. |  | "Fresh Tendrils"          | Chris Cornell | Matt Cameron              | 4:16    |
| 13. |  | "4th Of July"             | Chris Cornell | Chris Cornell             | 5:08    |
| 14. |  | "Half"                    | Ben Shepherd  | Ben Shepherd              | 2:14    |
| 15. |  | "Like Suicide"            | Chris Cornell | Chris Cornell             | 7:01    |

## Créditos
| Soundgarden - Matt Cameron – bateria, percussão, mellotron em "Mailman" - Chris Cornell – vocal, guitarra - Ben Shepherd – contrabaixo, bateria e percussão em "Head Down", vocal de apoio em "Spoonman", vocal e guitarra em "Half" - Kim Thayil – guitarra solo | Músicos adicionais e produção - April Acevez – viola em "Half" - Artis the Spoonman – colheres em "Spoonman" - Michael Beinhorn – piano em "Let Me Drown", produção - David Collins – masterização - Jason Corsaro – engenheiro de som - Justine Foy – violoncelo em "Half" - Adam Kasper – assistente de engenheiro de som - Kelk – desenho de arte de capa - Gregg Keplinger – bateria e percussão em "Head Down", assistente de estúdio - Tony Messina – assistente de estúdio - Brendan O'Brien – mixagem - Reyzart – leiaute gráfico - Natasha Shneider – clavinet em "Fresh Tendrils" - Soundgarden – produção - Kevin Westenberg – fotos da banda |

## Posições nas paradas
| Parada (1994)              | Posição |
| -------------------------- | ------- |
| - Billboard 200            | 1       |
| - Australian Albums Chart  | 1       |
| - New Zealand Albums Chart | 1       |
| - Canadian Albums Chart    | 2       |
| - Swedish Albums Chart     | 3       |
| - UK Albums Chart          | 4       |
| - Norwegian Albums Chart   | 5       |
| - Swiss Albums Chart       | 9       |
| - Dutch Albums Chart       | 11      |
| - German Albums Chart      | 13      |
| - Austrian Albums Chart    | 19      |
| - Hungarian Albums Chart   | 30      |

| 1994                                           | "Spoonman"                | 3  | 9  | 23 | 12 | —  | —  | 23 | 37 | 10 | 37 | 20 |
| 1994                                           | "The Day I Tried to Live" | 13 | 25 | —  | —  | —  | —  | —  | —  | —  | —  | 42 |
| 1994                                           | "Black Hole Sun"          | 1  | 2  | 6  | 5  | 10 | 26 | 7  | 25 | 22 | 19 | 12 |
| 1994                                           | "My Wave"                 | 11 | 18 | 50 | 66 | —  | —  | —  | —  | 46 | —  | —  |
| 1994                                           | "Fell on Black Days"      | 4  | 13 | —  | 66 | —  | —  | 14 | 45 | —  | —  | 24 |
| "—" denota singles que não entraram na parada. |                           |    |    |    |    |    |    |    |    |    |    |    |

## Distinções
A informação a respeito das distinções atribuídas à Superunknown é adaptada em parte de Acclaimed Music.
| Publicação        | País           | Distinção                                          | Ano  | Posição |
| ----------------- | -------------- | -------------------------------------------------- | ---- | ------- |
| Alternative Press | Estados Unidos | "Os 90 Maiores Álbuns dos Anos 90"                 | 1998 | 18      |
| Pause & Play      | Estados Unidos | "Os 100 Álbuns Essenciais dos Anos 90"             | 1999 | 11      |
| Rolling Stone     | Estados Unidos | "Os 500 Maiores Álbuns de Todos os Tempos"         | 2003 | 336     |
| Spin              | Estados Unidos | "90 Melhores Álbuns dos Anos 90"                   | 1999 | 70      |
| Kerrang!          | Reino Unido    | "100 Álbuns Que Você Deve Escutar Antes de Morrer" | 1998 | 70      |
| Muziekkrant OOR   | Países Baixos  | "Os 100 Melhores Álbuns de 1991-1995"              | 1995 | 49      |